# Rosmolenbuurt
De Rosmolenbuurt of Rosmolenwijk is een wijk in de Nederlandse plaats Zaandam.
De buurt werd begin 20e eeuw gebouwd als een van de eerste grote stadsuitbreidingen in het oosten van Zaandam, tussen de Oostzijde en de Heijermansstraat. Ten dele werden ook oude paden, die van de Oostzijde het land in staken, gebruikt. De Rosmolenwijk wordt begrensd door de Koningin Julianaweg, de Gouw, de Vermiljoenweg/Peperstraat en de Zaan tot aan de Prins Bernardbrug. De buurt telde in 2022 zo'n 8.190 inwoners, ten opzichte van 7.500 in 2014.
De buurt bestaat uit een mix van semi-vervallen industrie en willekeurig verspreide oude woningen. Aan de oevers van de Zaan zijn nieuwe flats gebouwd. Wijkpark Burgemeester In 't Veldpark bevindt zich in het oosten van wijk. Het Zaans Medisch Centrum bevindt zich in het noordoosten, naast Rijksweg 7 (A7).

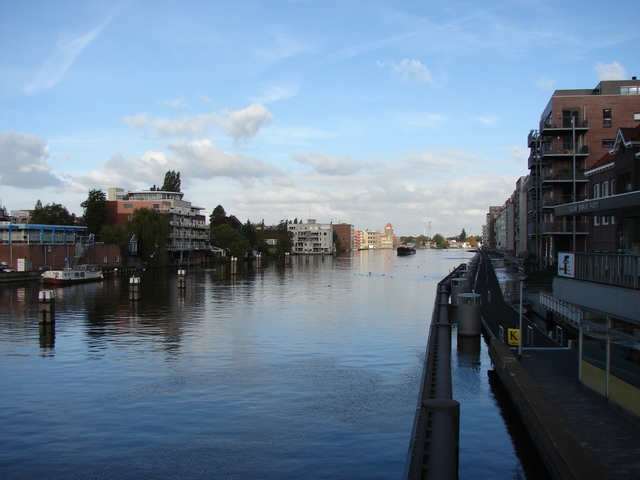
Nieuwe flats aan de Zaan (rechterzijde)

Er is veel sprake van huisrenovatie en sloop-nieuwbouw. In 2014 vond bijvoorbeeld de sloop en nieuwbouw plaats van vier blokken in de Rosmolenstraat en Tolstraat, gelegen tussen de Herderstraat en de Kopermolenstraat.